# Bellissime
Bellissime è il quinto album di Cristiano Malgioglio pubblicato dalla WEA nel 1983.
Nel disco interpreta ben undici brani (tutti grandi successi), che aveva scritto per i seguenti cantanti: Mina, Stefania Rotolo, Iva Zanicchi, Roberto Carlos Braga, Umberto Balsamo, Franco Califano, Amanda Lear, Raffaella Carrà e Patty Pravo tutti riarrangiati da Alberto Radius in chiave synth pop, genere molto in voga in quel periodo.
C'è anche spazio per una cover, Ultima nostalgia, si tratta infatti della versione con testo italiano (riscritto da Malgioglio stesso) del celebre brano Lady, Lady, Lady composto da Joe Esposito e Giorgio Moroder per la colonna sonora del film Flashdance (1983) diretto da Adrian Lyne.
L'album è stato ristampato in CD ben due volte, nel 2008 dalla WEA col titolo Le più belle canzoni di Cristiano Malgioglio e nel 2016 all'interno della collana Playlist della Rhino Records. In entrambe le ristampe è stato inserito come tredicesima traccia il brano Siamo così, uscito solo su 45 giri nel 1984. 

## Tracce
1. L'importante è finire (C. Malgioglio, Alberto Anelli)
2. Cocktail d'amore (C. Malgioglio, Corrado Castellari, M. Mancini)
3. A parte il fatto (C. Malgioglio, C. Castellari)
4. Testardo io (C. Malgioglio, Roberto Carlos Braga, Erasmo Carlos)
5. L'angelo azzurro (C. Malgioglio, Umberto Balsamo)
6. Io per amarti (C. Malgioglio, Franco Califano, Maurizio Piccoli)
7. Frammenti (C. Malgioglio, R. Carlos Braga, E. Carlos)
8. Ultima nostalgia (Lady, Lady, Lady) (Giorgio Moroder, Keith Forsey) (testo italiano di C. Malgioglio)
9. Ancora ancora ancora (C. Malgioglio, Gian Pietro Felisatti)
10. Ho fatto l'amore con me (C. Malgioglio, Giuni Russo, Maria Antonietta Sisini)
11. Forte forte forte (C. Malgioglio, Franco Bracardi)
12. Non mi basta più (C. Malgioglio, C. Castellari)

## Formazione
- Cristiano Malgioglio – voce
- Alberto Radius – chitarra
- Claudio Pellegrini – sintetizzatore, programmazione
- Stefano Previsti – tastiera
- Enzo "Titti" Denna – sintetizzatore, programmazione
- Tony Carrasco – percussioni, programmazione
- Claudio Cattafesta – chitarra
- Corrado Castellari, Lella Esposito, Naimy Hackett – cori